# کاربادیز
کاربادیز (انگلیسی: Carbodies) شرکت خودروسازی بریتانیایی بود، که در سال ۱۹۱۹ تأسیس شد و در سال ۲۰۱۳ منحل گردید.